# 阿琳·博克索尔
阿琳·博克索尔（英語：Arlene Boxall，1961年10月9日—），津巴布韦女子曲棍球运动员。她曾代表津巴布韦国家队参加1980年夏季奥林匹克运动会曲棍球比赛，获得一枚金牌。